# Gmina Struer
Gmina Struer (duń. Struer Kommune) – gmina w Danii w regionie Jutlandia Środkowa.
Gmina powstała 1 stycznia 2007 roku na mocy reformy administracyjnej z połączenia gmin Struer i Thyholm.
Siedzibą władz gminy jest miasto Struer.